# Enrique Monsonís
Enrique Monsonís Domingo (Burriana, 28 de junho de 1931 — Burriana, 7 de outubro de 2011), foi um político espanhol. Foi Presidente do Conselho Pré-Autônoma da Comunidade Valenciana de 1979 a 1982.